# Heterosquilloides
Heterosquilloides is een geslacht van kreeftachtigen uit de klasse van de Malacostraca (Hogere kreeftachtigen).

## Soorten
- Heterosquilloides armata (Smith, 1881)
- Heterosquilloides insignis (Kemp, 1911)
- Heterosquilloides insolita (Manning, 1963)